# Мюнхенська промова Джей Ді Венса
Промова Дж. Д. Венса 2025 року на Мюнхенській конференції з безпеки — це промова, виголошена віце-президентом США Дж. Д. Венсом 14 лютого 2025 року на 61-й Мюнхенській конференції з безпеки. У своїй промові Венс відкрито розкритикував керівництво Європейського Союзу за те, що він назвав відступом від свободи слова та демократії.
Кілька ЗМІ розцінили цю промову як поворотний момент у відносинах Європейського Союзу та Сполучених Штатів у тандемі з телефонною розмовою президента США Дональда Трампа з президентом Росії Володимиром Путіним. Дехто описав це як оголошення «ідеологічної війни» та «культурної війни» проти європейських союзників Сполучених Штатів, а також «куля-молот» десятиліттям статус-кво трансатлантичних відносин.

## Фон
Промову було виголошено на 61-й Мюнхенській конференції з безпеки, щорічній конференції з міжнародної політики безпеки, що проводиться в Мюнхені, Німеччина. Джей Д. Венс, який раніше був присутнім на конференції як сенатор США, виступив із промовою на тлі зростання напруженості через зміни у американо-європейських відносинах за другої адміністрації Трампа, а також стосовно російського вторгнення в Україну та поточної політичної та економічної кризи в Румунії та Німеччині відповідно.
Незадовго до конференції президент Сполучених Штатів Дональд Трамп провів телефонну розмову з президентом Росії Володимиром Путіним, що згодом призвело до домовленостей щодо мирних переговорів щодо російського вторгнення в Україну, які, здавалося, виключили Україну та Європу як сторони. Це змусило міністрів закордонних справ низки європейських країн заговорити про необхідність обов'язкової участі Євросоюзу в переговорному процесі.

## Ключові моменти
Основна теза промови була сказана ЗМІ, щоб зосередитися на тому, що Венс назвав внутрішніми загрозами, які є найбільшою небезпекою для європейської демократії, а не зовнішніми викликами з боку таких країн, як Росія чи Китай.
Він виділив масову імміграцію як найважливішу проблему Європи, відзначивши рекордний рівень іноземних жителів у Німеччині та збільшення імміграції ЄС з країн, що не входять до ЄС, викликане «свідомими рішеннями» європейських лідерів. Венс пов'язав атаку, проведену афганським іммігрантом на демонстрантів профспілок у Мюнхені напередодні конференції, з цим питанням і стверджував, що більше реагує на занепокоєння громадськості щодо міграції.

### Легітимність демократичних інститутів
У своєму виступі Дж. Д. Венс заявив, що європейські демократичні інститути та права на свободу слова підриваються. Зокрема, він звинуватив європейських політиків у «скасуванні виборів», маючи на увазі скасування першого туру президентських виборів у Румунії 2024 року після повідомлень про російські інтернет-кампанії та кампанії Tiktok з просування націоналістичного незалежного кандидата Келіна Джорджеску, який був першим. Він розкритикував підхід європейських чиновників до чесності виборів, стверджуючи, що демократичні системи мають бути достатньо міцними, щоб протистояти спробам зовнішнього впливу. Венс порівняв анулювання з практикою радянських часів, сказавши, що «якщо вашу демократію можна знищити кількома сотнями тисяч доларів цифрової реклами з іншої країни, тоді це було не дуже сильно з самого початку». Він сказав, що румунські суди вирішили скасувати вибори під тиском «незначних підозр щодо розвідувального агентства та величезного тиску з боку своїх континентальних сусідів» щодо Європейського Союзу. Він, зокрема, засудив «розважливі заяви», зроблені колишнім єврокомісаром Тьєррі Бретоном, сказавши, що він «звучав у захваті від того, що румунський уряд щойно скасував цілі вибори» на телебаченні.

### Свобода слова
Венс звинуватив європейських лідерів у використанні «потворних, радянських слів, таких як дезінформація та дезінформація», щоб приховати «старі, закріплені інтереси» проти альтернативних точок зору, які «можуть висловити іншу думку або, не дай Бог, проголосувати іншим способом — або ще гірше, виграти вибори». Віце-президент також рішуче засудив уряд Великої Британії за його «ренегатські» закони про свободу слова, посилаючись на приклад Адама Сміта Коннора, якого ув’язнили за порушення «зони безпечного доступу» навколо клініки для абортів у Борнмуті. Він також засудив засудження у Швеції християнського активіста за спалення Корану як переслідування за релігійне самовираження, придушення поліцією антифеміністичних коментарів у Німеччині та листи-попередження, надіслані урядом Шотландії людям у Шотландії, чиї будинки були в зонах безпечного доступу, які нібито забороняли приватні молитви. У своєму виступі Венс наголошував на важливості демократичної легітимності та народного суверенітету . Він стверджував, що європейські лідери повинні прийняти, а не боятися громадської думки, навіть якщо вона кидає виклик усталеним позиціям. Промова включала конкретну критику самої Мюнхенської конференції з безпеки за те, що певні популістські політичні лідери не були допущені до участі.
Щодо внутрішньої американської політики Венс розкритикував колишнього президента Сполучених Штатів Джо Байдена за співпрацю з корпораціями соціальних медіа для цензури «дезінформації», включно з його заявою про те, що COVID-19, можливо, стався з лабораторії в Ухані. Венс запевнив, що адміністрація Трампа «зробить саме протилежне» передбачуваному замовчуванню адміністрацією Байдена незгодних голосів. Крім того, він сказав, що «якщо американська демократія може пережити 10 років лайки Грети Тунберг, ви, хлопці, можете пережити кілька місяців Ілона Маска», посилаючись на звинувачення Маска у втручанні у вибори за його просування Альтернативи для Німеччини (AfD).

### Відносини Європейського Союзу та США
У промові було розглянуто кілька аспектів відносин США та ЄС, включаючи витрати на оборону та співпрацю в галузі безпеки. Підтверджуючи прихильність адміністрації Трампа європейській безпеці, Венс підкреслив необхідність збільшення європейських внесків у оборону. Зокрема, він зазначив можливість «розумного врегулювання» між Україною та Росією. Він також розкритикував європейську риторику, яка розглядає Захід щодо Росії та України як «захист демократії» на відміну від його попередніх прикладів нібито порушень демократичних принципів у Європі.

## Реакції
CNN зазначила, що більшість відвідувачів конференції, які слухали виступ Венса, «сиділи з кам'яними обличчями», перериваючи виступ віце-президента рідкісними і скромними оплесками. Венс лише коротко згадав російсько-український конфлікт, розчарувавши присутніх, які сподівалися дізнатися більше про плани другої адміністрації Трампа щодо мирних переговорів.
Неназваний представник Східної Європи сказав, що виступ Венса був єдиною темою, яку обговорювали інші офіційні особи під час саміту. Кілька американських і європейських дипломатів і офіційних осіб висловили занепокоєння промовою, причому один заявив, що вона призвела до «кімнати, повної людей з відкритими ротами». Колишній член Палати представників від Демократичної партії звинуватив Венса в тому, що він звинуватив Європу за її реакцію на втручання Росії у вибори та стверджував, що Венс також втручався в європейські вибори.
Джон Корнін, сенатор-республіканець від Техасу, висловив надію, що ця промова змусила європейців усвідомити, що «їхня вільна їзда на пальто Америки» закінчилася. Неназваний колишній високопоставлений дипломат Сполучених Штатів описав цю промову як «дзвінок для пробудження» Європі про те, що вона має справу не з тими самими Сполученими Штатами, до яких звикла десятиліттями.
Коментуючи виступ Дж. Д. Венса, міністр оборони Німеччини Борис Пісторіус заявив, що порівняння Венсом частин Європи з авторитарними режимами «неприйнятне». Глава дипломатії Європейського Союзу Кая Каллас заявила, що у неї є відчуття, що Сполучені Штати «намагаються зав'язати з нами боротьбу».
Міністр закордонних справ Швеції Марія Мальмер Стенергард відмовилася прямо коментувати згадку Венса про переконання, що спалюють Коран. Колишній прем'єр-міністр Швеції Карл Більдт назвав виступ Венса «значно гіршим, ніж очікувалося», і звинуватив Венса у «відвертому втручанні у [німецьку] виборчу кампанію на користь ультраправої AfD». Прем'єр-міністр Норвегії Йонас Гар Стьоре сказав, що хоча Венс міг обговорювати на саміті будь-які питання, які він бажав, він не погоджується з тим, що «імовірна» ерозія свободи слова в Європі є важливішою, ніж поточні проблеми безпеки щодо України, Росії та Китаю.
Le Monde назвала виступ Венса оголошенням «ідеологічної війни» Європі. Politico описав цю промову як «кулю-молот» для саміту, який приніс культурну війну в Європу. Автори The Guardian fact перевірили елементи промови та повідомили про неточності та спотворення.
У відповідь на зауваження Венса щодо Закону про зони безпечного доступу, який був прийнятий шотландським урядом у вересні 2024 року, прес-секретар шотландського уряду засудив заяви Венса, заявивши, що «жодних листів про те, що люди не можуть молитися в своїх будинках, не розсилалося», і що Закон про зони безпечного доступу поширюється лише на «навмисну або необережну поведінку». Член шотландського парламенту Джилліан Маккей, яка відповідала за розробку закону, заявила, що зауваження Венса були «нісенітницею», і припустила, що він або «дуже погано поінформований», або «свідомо спотворює інформацію».
Американський президент Дональд Трамп високо оцінив виступ Венса, стверджуючи щодо Європи: «Вони втрачають своє чудове право на свободу слова».